# Каюткомпания
Каю́ткомпа́ния е общо помещение за хранене, съвместен отдих и общуване на командния състав на кораб.
Терминът произхожда съчетаването на думите „кают“ на нидерландски: kajuit – „каюта“ и „компания“ – на френски: compagnie – „общество, компания“. Каюткомпании имат практически всички плавателни съдове и кораби, чиито размери позволяват това. На големите военни кораби може да има няколко каюткомпании.

## Каюткомпания на корабите на руския флот
Каюткомпанията на корабите на руския флот е място за отдих и съвместно хранене за офицерите, но и място, където се правят общи събрания, своеобразен парламент.
Главен тук е старшият офицер (в руския/съветския флот – старши помощник на командира на кораба, в Кралския флот – първи лейтенант). Той изпълнява длъжността председател на събранията и урежда разногласията между офицерите. При гласуване има право на два гласа, така мнението му е решаващо ако другите офицери гласуват наравно. Капитанът (командирът на кораба) не е член на каюткомпанията, като може да я посети само с покана. Изключение са само случаите, когато има да съобщи на офицерите важна новина, да се проведе военен съвет. Обикновено капитанът е канен там за неделния обяд.
В каюткомпанията действат неписани правила. В частност всички членове на екипажа общуват по име, без звания, може да се пуши без разрешението на капитана, забранено било да се обсъждат руските политически проблеми, забранени са разговорите касаещи религиите и личните отношения. За посоката на разговорите следи старшият офицер. Също така офицерите имат право да критикуват капитана (командира на кораба), но само в рамките на устава.
Броят на помещенията ѝ и обзавеждането зависели от ранга на кораба.